# Лора Прийпон
Лаура Хелън Припон (на английски: Laura Helene Prepon; родена на 7 март 1980 г.) е американска актриса. Най-известна е с ролите си на Дона Пинсиоти в ситкома „Шеметни години“ и Алекс Воуз в драматично-комедийния сериал „Оранжевото е новото черно“.

## Личен живот
От 2000 до 2007 г. Прийпон се среща с актьора Кристофър Мастърсън (брат на колегата и Дани Мастърсън от „Шеметни години“). В интервю от ноември 2007 г. Прийпон казва, че е сциентолог. От 2008 до 2013 г. се среща с актьора Скот Майкъл Фостър, с когото участва в уебсериала „Съседи“.
На 7 октомври 2016 г. тя обявява годежа си с актьора Бен Фостър. През януари 2017 г. е обявено, че двамата очакват първото си дете. По-късно през юни при гостуването си в шоуто „На живо с Кели и Райън“ тя разкрива, че детето ще е момиче. През септември същата година тя говори за това, че вече е работеща майка.